# Naiv B-cell
Naiva B-celler är B-celler som genomgått mognadsprocessen i benmärgen och ännu inte bundit till sitt specifika antigen. Tillsammans med naiva T-celler är naiva B-celler de enda celltyper som under homeostas reguljärt transporteras mellan blod och annan vävnad. Naiva B-celler cirkulerar nämligen från blodet till en lymfkörtel, och om de inte träffar på något antigen där fortsätter de vidare via blodbanan till en annan lymfkörtel. Om de träffar på sitt specifika antigen aktiveras dem och differentieras, främst till antikroppsproducerande plasmaceller men också i viss utsträckning till B-minnesceller. Till skillnad från B-minnesceller är naiva B-celler mycket långsammare på att generera ett robust antikroppssvar vid kontakt med antigen, beroende på lägre sensitivitet för cytokiner, lägre proliferativ kapacitet m.m.